# Indicatifs régionaux 410, 443 et 667

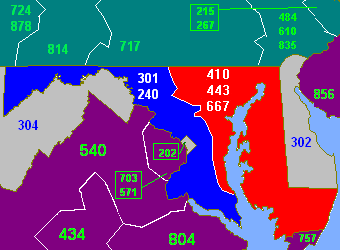
Carte de l'État du Maryland (en rouge et bleu) avec les territoires de ses indicatifs régionaux. Les indicatifs régionaux 410, 443 et 667 sont en rouge.

Les indicatifs régionaux 410, 443 et 667 sont des indicatifs téléphoniques régionaux de l'État du Maryland aux États-Unis. Ces indicatifs couvrent l'est de l'État, incluant la région métropolitaine de Baltimore.
La carte ci-contre indique en rouge le territoire couvert par les indicatifs 410, 443 et 667.
Les indicatifs régionaux 410, 443 et 667 font partie du Plan de numérotation nord-américain.

## Comtés desservis par les indicatifs
Dans la région métropolitaine de Baltimore
- La ville indépendante de Baltimore
- Anne Arundel
- Baltimore
- Calvert
- Carroll
- Harford
- Howard

Sur la côte est
- Caroline
- Cecil
- Dorchester
- Kent
- Queen Anne's
- Somerset
- Talbot
- Wicomico
- Worcester

## Source
- (en) Cet article est partiellement ou en totalité issu de l’article de Wikipédia en anglais intitulé « Area codes 410, 443, and 667 » (voir la liste des auteurs).